# Optioservus phaeus
Optioservus phaeus är en skalbaggsart som beskrevs av White 1978. Optioservus phaeus ingår i släktet Optioservus och familjen bäckbaggar. Inga underarter finns listade i Catalogue of Life.